# 津軽海峡
座標: 北緯41度30分30秒 東経140度40分0秒 / 北緯41.50833度 東経140.66667度
津軽海峡（つがるかいきょう）は、北海道南端（道南）と本州北端（青森県）との間にあって、日本海と太平洋とを結ぶ海峡である。英語では「Tsugaru Strait」、ロシア語では「サンガルスキー海峡」と呼称する。

## 地理

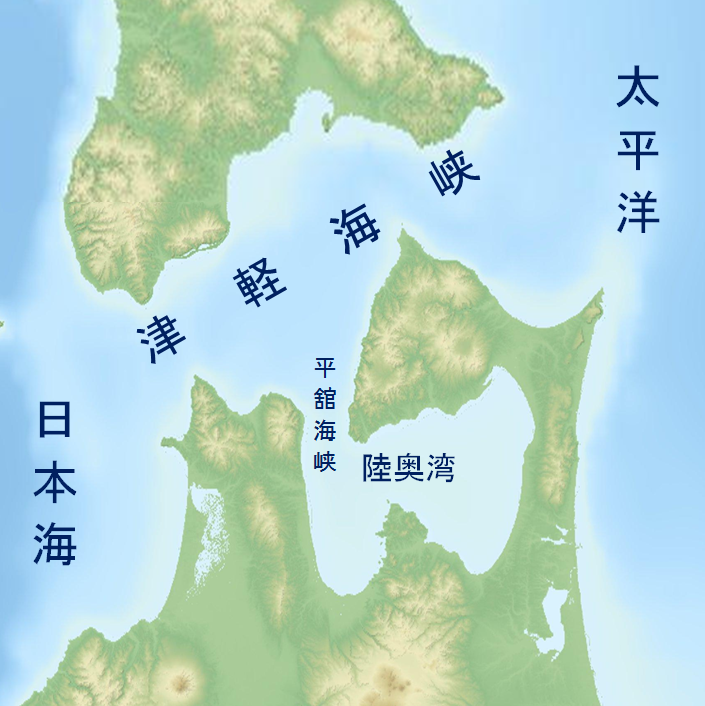
津軽海峡の拡大地図

東西は約130キロメートル、最大水深は約450メートル。隣接する主な水域には、北海道側に渡島半島の函館湾が、本州側に平舘海峡を経て陸奥湾が存在する。
本来は日本の領海に編入することができるが、中央部は公海のまま残されており、外国船舶の通航に利用される（いわゆる）国際海峡である。
日本周辺の動植物の分布境界線の一つであるブラキストン線が津軽海峡に設定されている。最終氷期（約7万年～1万年前）の海面低下は最大で約130mであり、最大水深が70mほどである宗谷海峡は陸続きになったが、最も浅い部分が140メートルの水深がある津軽海峡は、中央に河川ような水路部が残った。両岸の生物相が異なる結果となった。津軽海峡中央部の海底には峡谷のような地形が東西に伸びているが、これはこの時期に水路部を流れた潮流が海底を削ったためと考えられている。
約3万3千年前から2万8千年前の最も寒冷だった時期には、ヘラジカなどの大型哺乳類が本州に入った。当時、冬の津軽海峡は凍結したらしい。それらの種は温暖になってから本州からも北海道からも姿を消した。

## 生態系

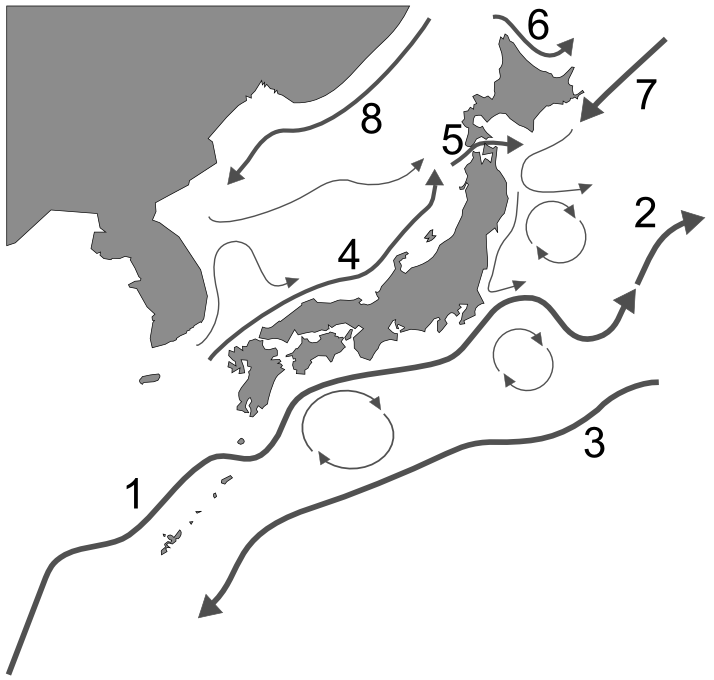
日本列島近海の海流
1.黒潮 2.黒潮続流 3.黒潮再循環流 4.対馬暖流 5.津軽暖流 6.宗谷暖流 7.親潮 8.リマン寒流

津軽海峡の日本海側は暖流である対馬海流の分岐点であり、津軽海峡内には西から東へ流れる津軽暖流が存在する。この津軽暖流は海峡の太平洋側にて親潮と合流する。海峡と沿岸部の水域の生態系はこれらの海流および各海流の流れを左右する沿岸部の地形、流入する河川が運ぶ栄養素に強く影響されるが、植物プランクトンの発生にはこれらの要因以外にも天候や気温、アンモニア塩の量、人為的な水質汚染なども関わっており、とくに函館湾では赤潮の発生に繋がりやすい。
津軽海峡は様々な魚介類に利用されており、これらを対象とした漁業が発達した歴史があるだけでなく、本来は海獣やウバザメやオニイトマキエイ（マンタ）やマンボウなどの大型生物も数多く見られた海域である。日米和親条約に際した米国の捕鯨船などの補給基地として現在の函館市が注目されたことが函館湾の開港のきっかけになっり、函館湾や近海で捕鯨が行われたことからも、本来はセミクジラやコククジラやザトウクジラを筆頭とする沿岸性の大型鯨類が津軽海峡を回遊経路として利用していたと思われる。また、現在では絶滅したとされるニホンアシカや、絶滅危惧種のトドなどの鰭脚類も海峡に分布していたと思われる。
しかし、現在では大型鯨類やトドや上記の大型魚類などの確認は少なく、ミンククジラ、カマイルカ、イシイルカ、シャチなどの中・小型鯨類やキタオットセイが主に確認されており、津軽海峡フェリーを利用した海獣や海鳥を主対象にした目視調査が海峡で、むつ湾フェリーを応用したイルカウォッチングが陸奥湾で行われている。また、近年は地球温暖化による気温と海水温の上昇によって、以前よりもウミガメのような暖かい海域を好む生物の確認例も増加しつつあるとされる。

## 交通

### 鉄道

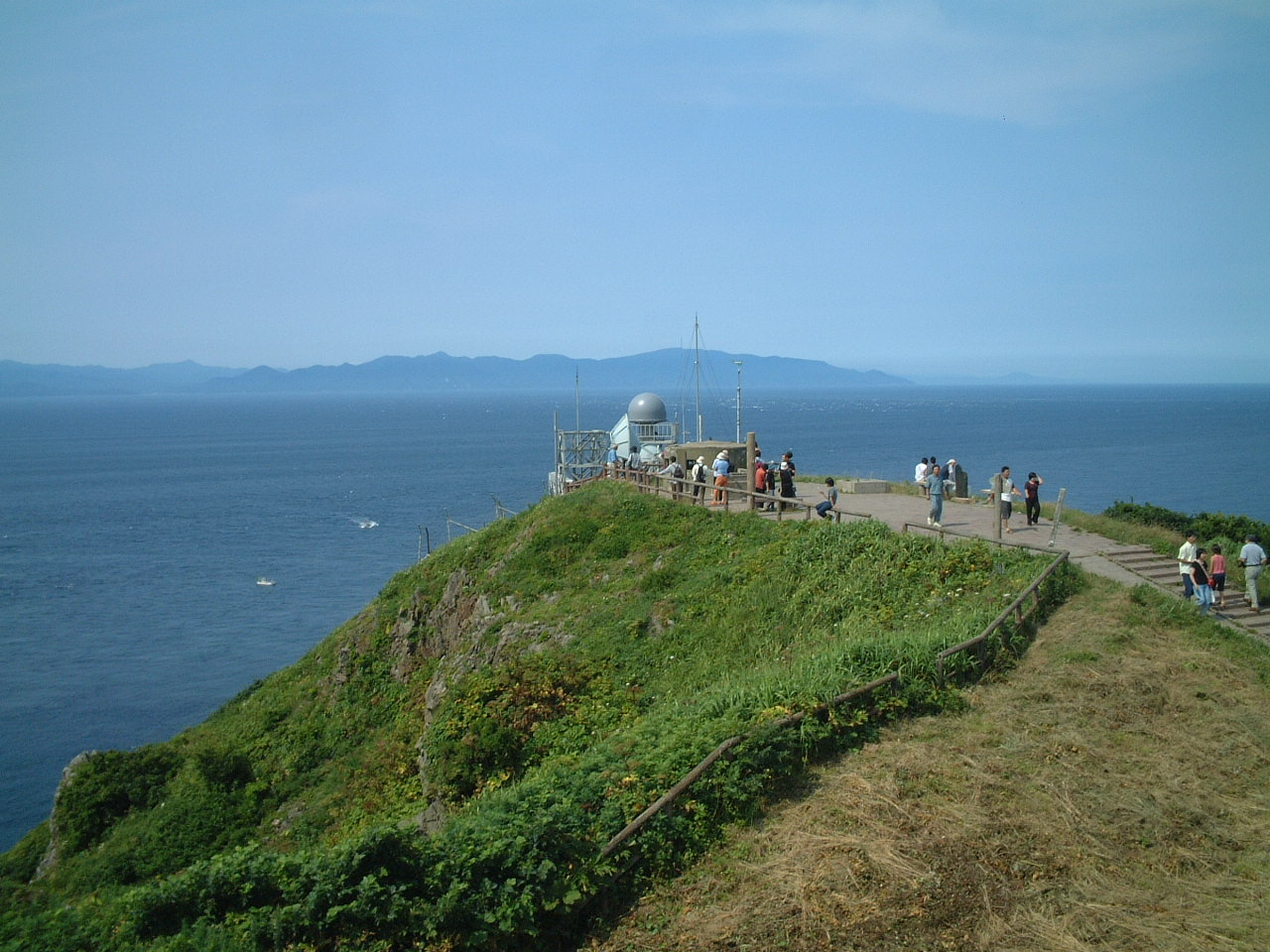
竜飛崎。海の向こうに北海道が見える。

最も幅が狭い部分は海峡の東側、亀田半島の汐首岬と下北半島の大間崎の間であり、約18.7キロメートルである。これに対して西側の松前半島白神岬と津軽半島竜飛崎間は19.4キロメートルとやや幅広いが、水深が約140メートルと浅くなっていることもあり、鉄道専用の青函隧道が1988年（昭和63年）3月13日に開通。当初は海峡線専用のトンネルであったが、2016年（平成28年）3月26日からはこの日開業した北海道新幹線も通っている。1988年（昭和63年）までは鉄道連絡船「青函連絡船」が運航されていた。

### 書類上の陸上交通路や構想
道路トンネルや道路橋はないが、書類上は国道279号、国道280号、国道338号が海峡を横断している。古くから津軽海峡大橋構想が議論されているが、技術的にも資金的にも課題が多い。海底道路トンネルに関しては青函第二トンネル構想がある。

### 海上交通
函館港と青森港の間（青函航路）、及び函館港と大間港の間（大間函館航路）に航路が開設されており、旅客船・貨客船・貨物船・フェリーなどが運航されてきた。
2025年現在、函館港と青森港の間に津軽海峡フェリーと青函フェリーが、函館港と大間港の間に津軽海峡フェリーが運航している。
かつては外ヶ浜町と福島町を結ぶ三福航路（「三」は旧三厩村（現・外ヶ浜町）、「福」は福島町）もあったが、1998年（平成10年）以来休航が続いている。また青森市と室蘭市を結ぶ青蘭航路も津軽海峡フェリーによって運航されている。

### 軍事
軍事上の要衝でありチョークポイントのひとつに数えられる。1919年には海峡の海上閉鎖を目的とした大日本帝国陸軍津軽要塞が新規に設置された。また海峡内の各砲台への軍事物資や兵員輸送目的の鉄道建設（北海道側の戸井線、青森県側の大間線）が行われ、要塞地帯指定に基づいた軍事機密保持で地域住民生活への制限がかけられた。
太平洋戦争が始まった1941年12月8日、海軍省は海峡一帯を津軽海峡方面防禦海面（東端は江良町灯台、小島灯台、艫作埼を結ぶ線、西端はアヨロ鼻と尻屋崎を結ぶ線）に指定。
陸・海ともに防衛強化に乗り出したが、戦争末期にはアメリカ軍の空母艦載機を使った空襲が行なわれた（北海道空襲）。
領海法に基づく領海の幅が通常の12海里（約22.2km）から3海里（5.556km）にとどめられた特定海域の一つであり、公海部分は核兵器を搭載した外国の軍艦を含め自由に通過することができる。
これについて日本政府は「重要海峡での自由通航促進のため」と説明しているが、複数の元外務事務次官から得た証言として共同通信社が2009年6月21日に配信した記事では、1977年施行の領海法の立法作業に当たり、外務省は宗谷、津軽、大隅、対馬海峡東水道、同西水道の計5海峡の扱いを協議し、1960年の日米安保条約改定時に密約を交わし、核兵器を積んだ軍艦の領海通過を黙認してきた経緯から、領海幅を12カイリに変更しても米国政府は核持ち込みを断行すると予測した。そこで領海幅を3カイリのままとして海峡内に公海部分を残すことを考案し、核艦船が5海峡を通過する際は公海部分を通ることとし「領海外のため日本と関係ない」と国会答弁できるようにした、と報じている。西日本新聞は6月28日の朝刊で、共同通信の報道の密約に関する村田良平元外務次官のインタビューの証言を報じた。また毎日新聞もこの件の記事を6月29日に1面で報じた。7月1日、衆議院第171回国会にて、鈴木宗男が一連の新聞報道について質問を行ったところ、外務省は（元事務次官の）発言の内容等について承知していないと回答した。
1978年、ソ連駆逐艦（クリバックⅡ級）が津軽海峡を航行している。防衛省は、防衛白書の中で、対馬、津軽及び宗谷の3海峡におけるソ連艦艇の通峡隻数は、年間300隻程度に達していて、ソ連海軍及び航空部隊の練度の維持向上を図ることのほか、情報収集などに従事しているものと思われるが、更にこの地域における米国の制海権確保能力に対する制約や海上プレゼンスの増大によるアジア地域への政治的及び心理的な影響力の増大をねらっているものとみられる、と報告している。
1987年3月、キーロフ級ミサイル巡洋艦「フルンゼ」がクリバック級ミサイル駆逐艦2隻を随伴し、津軽海峡を通峡して太平洋に初めて進出している。
2008年10月、中国のソブレメンヌイ級駆逐艦など計4隻の海軍艦艇が津軽海峡を通過し、太平洋に進出している。中国海軍の戦闘艦艇による津軽海峡通過が確認されたのは初めてであり、当該艦艇は太平洋を南下した後、沖縄本島と宮古島の間を通過して、日本を周回する航行を行った。
2021年10月18日から23日にかけて、10隻に及ぶ中国・ロシアの海軍艦艇が日本を周回する形で津軽海峡、伊豆諸島周辺海域及び大隅海峡を通過し、東シナ海へ向けて航行したことを確認したと岸信夫防衛大臣が閣議後の会見で発表した。
2022年3月10日午前2時ごろ、北海道襟裳岬の東北東約180キロの太平洋上を進むロシア海軍のウダロイI級駆逐艦など10隻を海上自衛隊の哨戒機が発見。10隻は10日夜から11日未明にかけ津軽海峡を通過し、日本海に向かった。領海侵入はなかったとされている。
2022年3月14日午前9時頃、青森県・尻屋崎の東北東約70キロの海域を西に進むロシア海軍の兵器輸送艦１隻を確認したと発表した。同艦はその後、津軽海峡を通過し、日本海に出た。
同海峡の防衛は海上自衛隊・大湊地方隊が中心であるが、航空自衛隊とアメリカ空軍の三沢基地が後ろに控えている。

### 警備
沿岸警備は同海峡の中心線を境界に北海道側が海上保安庁・第一管区海上保安本部、東北地方側が同第二管区海上保安本部の管轄となっている。

## 横断泳
津軽海峡横断泳は世界オープンウォーター協会が提唱する世界七大海峡（オーシャンズセブン）横断泳の一つに数えられる。
最初の挑戦者は福島町出身で当時国士舘大学三年生であった中島正一。1966年（昭和41年）夏、途中で船につかまって休憩したが横断に成功した。中島は後に世界の21海峡を泳破して遠泳への認識を世間に広げた。女性初の単独横断者は青森市出身のピアノ教師尾迫千恵子。1994年（平成6年）8月6日、小泊村（現・中泊町）の権現崎から出発し、12時間28分かけて福島町松浦に到着した。1990年7月にアメリカのデビッド・ユドビンとスティーブン・ムナトーンズも単独で横断した。
2008年（平成20年）からは「24時間テレビ」のチャレンジ（2008年はゴール前で断念）で、2009年（平成21年）は「24時間テレビ」のチャレンジとは別の2グループも海峡横断にチャレンジした。
2012年（平成24年）7月14日から15日にかけて、アイルランドのスティーヴン・レッドモンド（英語: Stephen Redmond）が青森県中泊町の権現崎から北海道の白神岬付近まで泳いで渡った。この成功により、レッドモンドは世界七大海峡をすべて泳いで渡った世界初の人間となった。7つの海峡のうち、ハワイのモロカイ海峡とニュージーランドのクック海峡の横断は2回目に成功したが、津軽海峡の横断は4回目の挑戦でようやく成功したという。レッドモンドは読売新聞の取材に「津軽海峡は流れが速くて最も過酷だった」と語った。
2016年（平成28年）9月7日朝から15時半頃にかけては、当時73歳、広島県広島市在住の男性が、青森県の権現崎から北海道松前郡福島町の海岸（直線距離は約30km。実際に泳ぐ距離は潮流の影響で45km前後になるといわれている）まで泳ぎ、最年長の横断者となった。

## 津軽海峡を題材にした作品
- 『津軽海峡・冬景色』（歌：石川さゆり、作詞：阿久悠、作曲：三木たかし）
- 『海峡』（映画：森谷司郎監督、東宝映画）
- 『津軽海峡の女』（歌：ソニン、作詞・作曲：つんく♂）
- 『津軽海峡・大間崎』（歌：神島悠介、作詞：秋山博紀、作曲：野村豊収）
- 『津軽海峡冬元気』（歌：さいたまんぞう、作詞：Dr.南雲　作曲：野村豊　編曲：西崎進）
- 『津軽半島龍飛崎』（歌：高城れに（ももいろクローバーZ）、作詞：田久保真見、作曲：田尾将見）
- 『海峡の７姉妹』（演劇：畑澤聖悟（渡辺源四郎商店））